# 루스이
루스이(留守居, るすい)는 에도 막부와 여러 번의 직위이다. 오루스이(御留守居, おるすい)라고도 불린다. 
번의 에도루스이 담당은 오죠시(御城使)로도 불렸으며 江戸武鑑에도 죠시라고 기록되어있다.  도쿠가와 고산케의 에도루스이는 죠츠케(城附)로 불렀고 로주나 소바요닌 등이 번주로 있는 주요 번의 경우에만 예외적으로 코요닌(公用人)이라 적히기도 했다. 죠츠케는 다른 루스이들과는 달리 매일 에도성 어전에 갈 수 있었고 나카오쿠中奥에 가까운 방이 할당되었다.
막부가 공인한 루스이 조합이 있어 정보교환을 했기 때문에 번의 외교관 노릇을 했다. 소수이긴 하지만 에도 번저의 경비책임까지 맡은 루스이도 있고 연락책과 죠시 역할을 구분하는 등 번에 따라 운영방식이 달랐다.
루스이의 보좌역은 루스이 첨역(添役)으로 부르는 경우가 많다.

## 번의 루스이
번의 루스이는 보통 物頭급, 작은 번의 경우 番頭급의 유능한 가신중에서 선발했다. 번에 따라 가로, 요닌, 소바요닌과 겸했다. 武鑑에서는 요닌보다 항상 하위직급으로 기록된다.
루스이는 번주가 에도 번저에 상주하지 않을 때 번저의 관리를 맡았고 번주가 에도 체재중일 때도 御城使로서 에도성과의 소통을 담당해 막부 수뇌부의 동정을 파악하고 막부의 여러 명령을 해석했으며 막부에 올리는 상서를 작성헜다. 에도시대엔 예의삼백, 위의삼천礼儀三百威儀三千이라 할 정도로 전례에 따라 실수하지 않는 것을 제일로 여겼기 때문에 루스이 조합에서 다른 번의 루스이와 정보를 교환했다. 또 자기 번의 본가나 분가와의 연락, 조정을 맡았다. 루스이 조합에는 배석되는 위치에 따른 同席組合, 다이묘와의 관계에 따른 近親組合, 번저의 위치에 따른 近所組合 등이 있었다.
막부가 번의 루스이 담당들의 암약, 공작활동을 싫어하여 에도성에 드나드는 것을 금지한 시기도 수차례 있지만 그러면 또 불편하기 때문에 금방 다시 허용되곤 했던 것으로 보면 루스이의 역할은 미묘했다. 정식 경로를 통하기 이전에 내부 분위기 파악과 조정을 시도하는 것도 번 루스이 담당의 일이었으므로 取次の老中와의 부드러운 관계를 구축할 필요가 있었다.
루스이간의 정보교환은 종종 번의 재정을 무시한 채 유곽이나 요정에서 이루어졌기 때문에 재정난에 시달리는 번의 담당자들国許や勘定方에겐 좋지 않게 비치곤 했다.
교토 · 오사카 · 나가사키 등에 별도 저택이 있는 번은 각각의 루스이를 두었다. 서쪽 번들이 나가사키에 둔 루스이는 長崎聞役이라 불렸고 유일한 해외창구였던 나가사키에서의 정보수집과 연락을 맡았다.

## 코요닌
번주가 로주나 소바요닌 등의 요직을 맡은 경우 죠시城使나 에도 루스이 첨역江戸留守居添役은 막부와 다른 번을 상대로 하는 외교 전문가인 코요닌이 된다. 지샤부교라는 명칭으로 불리진 않는다. 오죠시御城使가 된 루스이나 첨역은 번주가 막부 일을 할 경우엔 쇼군가의 신하가 됨과 동시에 번주의 시중을 맡아서 공의公儀의 코요닌御用이 된다. 에도 후기부터 코요닌이라는 명칭을 가지게 되었다. 번주가 막부의 일을 맡게되면 번주는 에도에 상주하게 되고 참근교대는 하지 않으며 루스이 첨역은 코요닌으로 불리게 된다. 보직 해제되면 다시 원래 직위로 돌아가는 것이 여러 무감에 적혀있다.
또한 교토소사대에 취임하면 코요닌이 할당되었다. 江戸屋敷에서 파견된 루스이, 첨역이나 에도에 잔류한 루스이, 첨역 모두 코요닌이라고 불렀다. 또 번주의 쇼시다이 취임에 따라 별개의 가신단을 편성한 경우도 있지만 보통은 江戸表나 国許와 겸직인 임시직이다.

## 루스이 관련 역직
- 留守居公用人 / 留守居祐筆 / 留守居与力 / 留守居同心 / 具足奉行 / 具足奉行同心 / 鉄砲玉薬奉行 / 鉄砲玉薬同心 / 掃除の者 / 鉄砲箪笥奉行 / 大箪笥方鉄砲箪笥奉行同心 / 小箪笥方鉄砲箪笥奉行組頭 / 小箪笥方鉄砲箪笥奉行同心 / 弓矢槍奉行 / 弓矢槍奉行同心 / 幕奉行 / 幕奉行中間 / 富士見宝蔵番頭 / 富士見宝蔵番衆 / 天主番頭 / 天主番衆 / 裏門切手番頭 / 御台様広敷番頭 / 御簾中様広敷番頭 / 進物取次番頭 / 伊賀衆組頭 / 伊賀衆 / 明屋敷番伊賀者組頭 / 明屋敷番調役 / 明屋敷番勘定役 / 奥火之番 / 中間頭
- 留守居番

## 같이 보기
- 통화표 - 일본어 통화표에서 루ル는 '루스이의 루'라고 표현한다.